# برينت هيوز (لاعب هوكي الجليد)
برينت هيوز هو لاعب هوكي الجليد كندي، ولد في 5 أبريل 1966 في نيو ويستمينيستر في كندا.

## وصلات خارجية
- برينت هيوز (لاعب هوكي الجليد) على موقع دوري الهوكي الوطني (الإنجليزية)
- برينت هيوز (لاعب هوكي الجليد) على موقع قاعة مشاهير الهوكي (لاعب أن.إتش.أل) (الإنجليزية)
- برينت هيوز (لاعب هوكي الجليد) على موقع EliteProspects.com (الإنجليزية)
- برينت هيوز (لاعب هوكي الجليد) على موقع HockeyDB.com (الإنجليزية)
- برينت هيوز (لاعب هوكي الجليد) على موقع Hockey-Reference.com (الإنجليزية)